# Oracle PowerBrowser
Oracle PowerBrowserは、オラクルが提供していたイントラネット対応多機能ウェブブラウザである。

## 特長
初心者でも操作しやすいユーザインタフェースを採用し、業界標準の機能を全てサポート。HTML2.0やテーブル、フレーム、バックグラウンドなどの拡張されたタグを理解する。画像ファイルフォーマットはJPEG,GIFだけでなく、インターレースGIFやアニメーションGIFなどのフォーマットもサポートする。Javaやネットスケープのプラグインに対応し、Javaアプリケーションや各種ベンダーから提供されるプラグインソフトウェアを利用可能。SSLをサポートし、既存の商用サーバへの高いアクセスが可能。Oracle BASICインタプリタを内蔵し、ODBCを介して直接データベース管理システムと通信可能である。パーソナルWebサーバ機能はデータベースを検索するページを取り扱うことが可能である。